# Neil Walker
Neil Walker (Madison (Wisconsin), 25 juni 1976) is een Amerikaans zwemmer die zich de laatste jaren vooral in de vrije slag heeft gespecialiseerd. Voorheen was hij ook een goed wisselslagzwemmer.
Walker is tweevoudig olympisch kampioen, hij zwom zowel in 2000 als 2004 voor de Verenigde Staten in de series van de 4x100 meter wisselslag estafette.
Bij de wereldkampioenschappen kortebaanzwemmen 2000 werd hij de derde man, na Mark Spitz en Matt Biondi, die zeven medailles won tijdens een grote internationale competitie. Walker won vijfmaal goud (50 en 100 meter rugslag, 100 wisselslag, 4x200 meter vrije slag estafette en 4x100 meter wisselslagestafette) en tweemaal zilver (50 meter vlinderslag en 4x100 meter vrije slag estafette).
Walker was vooral succesvol tijdens de kortebaankampioenschappen, hij slaagde er nog nooit in om op wereldkampioenschappen langebaan individueel uit te blinken.
Bij de Pan Pacific kampioenschappen zwemmen lukte hem wel meermaals om individuele medailles te winnen.

## Belangrijkste resultaten
| Jaar | Olympische Spelen | WK langebaan | WK kortebaan | PanPacs |
| ---- | --- | --- | --- | ------- |
| 1997 | | | geen deelname | ?       |
| 1998 | | 5de 50 meter vrije slag · 9de 100 meter vrije slag · 9de 100 meter rugslag · 11de 100 meter vlinderslag · 4x100 meter vrije slag estafette · 4x100 meter wisselslagestafette | |         |
| 1999 | | | geen deelname | ?       |
| 2000 | 5de 100 meter vrije slag · 6de 100 meter rugslag · 4x100 meter vrije slag estafette · 4x100 meter wisselslagestafette · (Walker zwom enkel de series) | | DNS 1/2 finale 100 meter vrije slag · 50 meter rugslag · 100 meter rugslag · 50 meter vlinderslag · 100 meter wisselslag · 4x100 meter vrije slag estafette · 4x200 meter vrije slag estafette · 4x100 meter wisselslagestafette |         |
| 2001 | | 15de 50 meter rugslag DSQ finale 4x100 meter vrije slag estafette (Walker zwom enkel de series)                                                                              | |         |
| 2002 | | | geen deelname | ?       |
| 2003 | | 19de 50 meter vlinderslag · 4x100 meter vrije slag estafette · 4x100 meter wisselslagestafette · (Walker zwom enkel de series)                                               | |         |
| 2004 | 4x100 meter vrije slag estafette · 4x100 meter wisselslagestafette · (Walker zwom enkel de series)                                                    | | 4x100 meter vrije slag estafette |         |
| 2005 | | 4x100 meter vrije slag estafette · 4x100 meter wisselslagestafette · (Walker zwom enkel de series)                                                                           | |         |
| 2006 | | | geen deelname | ?       |
| 2007 | | 22ste 100 meter vrije slag · 4x100 meter vrije slag estafette · DSQ series 4x100 meter wisselslagestafette                                                                   | |         |